# Дирр, Адольф
Адольф Дирр (нем. Adolf Dirr; 17 декабря 1867, Аугсбург — 9 апреля 1930, Пассау) — немецкий и русский лингвист и этнограф, много лет проживший в России, исследователь кавказских языков. Автор грамматических описаний ряда лезгинских (агульского, табасаранского, рутульского, цахурского, удинского, арчинского), андо-цезских языков, убыхского и грузинского.
Почётный доктор Мюнхенского университета (1908). Лауреат Макарьевской премии Санкт-Петербургской академии наук (1909). Хранитель Музея народоведения в Мюнхене в 1913—1930 годах.

## Биография
Родился в семье учителя в Аугсбурге, где провёл детские годы и начал своё образование в реальной гимназии. Страстное влечение к изучению чужеземных народов и языков привело к тому, что, будучи учеником третьего класса, А. Дирр сбежал из дому и направился в Алжир. Возвращённый домой, он не оставлял своей мечты о путешествиях и, бросив школу, стал скитаться по Франции и Италии, сменив несколько профессий.
В 1891—92 гг. попал в Берлин, где несколько месяцев обучался на востоковедном отделении. Однако из-за отсутствия необходимых документов ему не удалось устроиться и он уехал в Париж, где с 1892 по 1898 гг. изучал восточные языки в Сорбонне (École des Langues Orientales Vivantes и College de France), а также посещал École d’Anthropologie. В студенческие годы он побывал в Африке и на тихоокеанском побережье, и позже написал ряд работ по хауса, египетскому арабскому, вьетнамскому и малайскому языкам. Однако до 1901 года Дирр в основном жил в Париже, где преподавал иностранные языки.
В 1900 году впервые побывал в Тифлисе, и на следующий год он снова отправился на Кавказ и побывал также в Елизаветполе. Вскоре Дирр получил в Тифлисе место учителя немецкого и английского языков. Туземные языки и быт горцев привлекли к себе его внимание, однако он сначала вернулся в Париж, а затем в Мюнхен, где, впрочем, не смог найти подходящей работы.
С 1902 по 1913 гг. состоял преподавателем немецкого языка в различных среднеучебных заведениях Кавказа: в 1902—08 гг. занимал должность преподавателя немецкого языка в реальном училище в Темир-Хан-Шуре, в 1908—13 гг. состоял преподавателем одной из тифлисских гимназий, а в 1911—1913 гг. также в военном училище по немецкому и английскому языкам. Дирр много путешествовал по Кавказу: он побывал в долине Андийского Койсу и Казикумухского Койсу, в Южном Дагестане и окрестностях Кубы, во многих районах Грузии; в 1904 году он посетил бацбийцев в Тушетии, а в 1911 году ездил в Абхазию и Осетию.
Всё своё свободное время в течение этих десяти лет Дирр употреблял на изучение туземных языков и народностей. Ряд своих научных работ Дирру удалось опубликовать в издаваемом тогдашним Управлением Кавказского Учебного Округа «Сборнике материалов для описания местностей и племен Кавказа» на русском языке, другие работы он помещал в различных немецких журналах. Наиболее известные труды Дирра этих лет — монографии по удинскому (1904), табасаранскому (1906), андийскому (1906), агульскому (1907), арчинскому (1908), андо-дидойским (1909), рутульскому (1912) и цахурскому (1913) языкам.
Опубликование монографий по дагестанским языкам доставило Дирру звание почётного доктора Мюнхенского Университета (1908), а также Макарьевскую премию от Санкт-Петербургской академии наук (1909). Полная Макарьевская премия в 1500 руб. была присуждена ему за сочинения «Грамматика удинского языка», «Грамматический очерк табассаранского языка», «Краткий грамматический очерк андийского языка», «Агульский язык» и «О классах (родах) в кавказских языках».
Из северо-западных кавказских языков внимание Дирра привлек язык убыхов, в 1864 году переселившихся в Турцию. В 1913 году по поручению Санкт-Петербургской академии наук он совершил поездку в места поселения убыхов, изучил их язык и записал некоторые произведения их устной народной словесности. Наступившие затем события (война и революция) задержали опубликование добытых материалов, и лишь в 1927—28 гг. ему удалось издать свой труд «Язык убыхов». Из южно-кавказских языков предметом изучения Дирра был лишь грузинский, для которого он составил теоретико-практическую грамматику (ок. 1904 г.).
Еще в 1912 году Дирр посылает для Музея народоведения в Мюнхене несколько посылок с различными кавказскими экспонатами (одежда, утварь, украшения и пр.), главным образом собранными им в Грузии. 1 сентября 1913 года Дирр получил место хранителя Музея и на этом посту работал до самой смерти. На протяжении 13 из 17 лет на данном посту он оставался единственным научным сотрудником Музея, работавшем на полной ставке. Благодаря стараниям А. Дирра Музей приобрёл две трети своей современной коллекци.
Уже работая в музее, во время Первой мировой войны А. Дирр несколько раз посещал лагеря русских военнопленных, где проводил лингвистическую работу с носителями кавказских языков. А когда в конце мая 1918 года, когда Грузия при поддержке Германии объявила о своей независимости, Дирр вновь побывал в Грузии в составе немецкой делегации, в надежде пополнить кавказскую коллекцию музея, однако вскоре убедился, что перемещение по стране в то время было затруднено.
В 1920 году он получил звание профессора, а в 1924 году — звание члена-корреспондента Болонской Академии Наук. С 1924 года он состоит редактором основанного им специального научного журнала «Caucasica».
После переезда музея в новое здание на Максимилианштрассе нагрузка на работе стала меньше, и Дирр вернулся к публикации своих трудов, в том числе убыхской грамматики, удинских текстов и «Введения в изучение кавказских языков» (нем. Einführung in das Studium der kaukasischen Sprachen) — капитального труда, в котором был дан обзор всех кавказских языков.
С 1928 года Дирр планировал экспедицию по маршруту Памир — Гиндукуш — Каракорум с целью пополнения коллекции музея, однако из-за состояния здоровья отъезд приходилось откладывать. В апреле 1930 года Адольф Дирр скончался после тяжелой болезни (рак желудка).

## Вклад в кавказоведение
К началу XX века, когда Дирр поселился на Кавказе, кавказская лингвистика достигла значительных успехов, связанных с именами А. А. Шифнера и П. К. Услара, однако для лингвиста и этнографа там по-прежнему оставалось широкое поле деятельности. Дирр стал изучать прежде всего те дагестанские языки, научная разработка которых до него почти не проводилась. Восемь его монографий, напечатанных в «Сборнике материалов для описания местностей и племен Кавказа», достаточно объёмны, хотя и не так подробны, как работы П. К. Услара. Основную часть каждого труда составляет описательная грамматика, подробно излагающая морфологию соответствующего языка; употребление тех или иных форм разъясняется на примерах. В каждую из монографий входят тексты и сборники слов; тексты снабжены подстрочным и литературным переводами, а также некоторыми примечаниями, преимущественно грамматического характера.
Итоговое сочинение Дирра "Введения в изучение кавказских языков"состоит из двух частей: в первой дан общий обзор и классификация кавказских языков, а также обзор их фонетических систем. Основная часть книги представляет собой ряд кратких грамматических очерков всех кавказских языков. В целом книга носит описательный характер, хотя конечной её целью является создание прочной базы для сравнительного изучения кавказских языков.
Работая на Кавказе, Дирр уделял внимание и сбору этнографических материалов (в том числе артефактов), а также делал фотографии и фонографические записи. Звуковые образцы речи, записанные им в 1909 году в Закаталах и Тифлисе, хранятся в Венском архиве фонограмм; с 1910 по 1913 гг. Дирр сделал более 38 записей народной музыки лазов, мегрелов, сванов, абхазов и осетин (ныне находятся в Музее этнографии в Берлине). В фотоархиве Музея народоведения в Мюнхене хранится 295 фотографий Дирра, сделанных им в разных частях Кавказа. На фотографиях представлены как жители Кавказа, так и объекты материальной культуры.

## Отзывы
- М. Я. Немировский:

Дирр прежде всего был исследователем, который изучал язык не по книге, а в живом общении с его носителями, исследователем par exellence. Это основная черта Дирра, определяющая его индивидуальность как учёного. Его всегда увлекало изучение именно живого языка, живой, многообразной речи, к которой он чутко умел прислушиваться. Его интересовал язык в его, так сказать, «естественном состоянии», язык масс, народа, а не полуискусственный, нормированный, литературный язык. Он подходил к языку не только как лингвист, но и как этнолог, и социолог, увязывая языковые факты с окружающей их реальной обстановкой, с этническими и социальными особенностями их носителей...

Кавказ в глазах Диppa представлял собой «незаменимую лингвистическую лабораторию», где он мог неустанно наблюдать, анализировать и систематизировать необыкновенно богатый языковый материал... На многоязычном и разноплеменном Кавказе после долгих скитаний и исканий обрел, наконец, Дирр своё призвание, которому посвятил всю остальную часть жизни. Кавказ сделал из него настоящего исследователя, Кавказ дал Диppy славное имя, за то и Дирр отдал исследованию Кавказа свои лучшие годы, свои лучшие силы.

## Основные труды
- Dirr A. Grammatik der Vulgär Arabischen Sprache für den Selbstunterricht. Wien, Pest, Leipzig. 1893.
- Дирр А. Очерки по этнографии Дагестана. В Табасаранском округе. СПб., 1903.
- Дирр А. Очерки по этнографии Дагестана. Кубачи. Тифлис, 1903.
- Dirr A. Theoretisch-praktische Grammatik der modernen georgischen (grusinischen) Sprachen. Wien; Leipzig, (1904) — XII + 170 S.
- Дирр А. Удинская грамматика. (СМОМПК. Вып. XXXIII.) Тифлис, 1904.
- Дирр А. Грамматический очерк табассаранского языка. (СМОМПК. Вып. XXXV.) Тифлис, 1906.
- Дирр А. Краткий грамматический очерк андийского языка. (СМОМПК. Вып. XXXVI.) Тифлис, 1906.
- Дирр А. Агульский язык. (СМОМПК. Вып. XXXVII.) Тифлис, 1907.
- Дирр А. Арчинский язык. (СМОМПК. Вып. XXXIX.) Тифлис, 1908.
- Дирр А. Материалы для изучения языков и наречий андо-дидойской группы. (СМОМПК. Вып. ХL.) Тифлис, 1909.
- Дирр А. Рутульский язык. (СМОМПК. Вып. XLII.) Тифлис, 1912.
- Дирр А. Цахурский язык. (СМОМПК. Вып. XLIII.) Тифлис, 1913.
- Dirr A. Kaukasische Märchen. Jena, 1922. — XI + 294 S. (Англ. пер.: Caucasian Folk Tales, selected and translated from the originals by Adolf Dirr and translated into English by Lucy Menzies. London/Toronto: JM Dent & Sons, 1925.)
- Dirr A. Einführung in das Studium der kaukasischen Sprachen. Leipzig, 1928. — X + 380 S.
- Dirr A. Die Sprache der Ubychen: Grammatische Skizzen. Leipzig, 1928. — 134 S. (Рус. пер.: Язык убыхов А. Дирра // Пер. и комм. Габуниа З. М., Сакиевой Р. Х. Нальчик, 1996. — 108 с.)

## О нём
- Немировский М. Я. Из прошлого и настоящего кавказской лингвистики. Владикавказ, 1928.
- Немировский М. Я. Адольф Дирр и кавказская лингвистика. Владикавказ, 1930.
- Schindler B. Adolf Dirr. In memoriam // Caucasica 6, 1930.
- Deeters G. Schriften Adolf Dirrs // Caucasica 6, 1930.
- Öhrig B. Adolf Dirr (1867—1930): Ein Kaukasusforscher am Münchner Völkerkundemuseum // Münchner Beiträge zur Völkerkunde. Jahrbuch des Staatlichen Museums für Völkerkunde München, Band 6 (2000). S. 199—234.
- Габуниа З.М. Русская лингвистическая наука в становлении и развитии кавказского языкознания, Владикавказ, 2011. - 518 с. Раздел Адолф Дирр и кавказское языкознание - с.150-161.
- Габуниа З.М. Научные портреты кавказоведов-лингвистов (к истории языкознания), Нальчик, 1991.
- Габуниа З.М. Немецкий учёный кавказовед Адольф Дирр. Убыхский язык, Нальчик, 1994.